# Ушинка (река)
Ушинка — река в Пензенской области России. Правый приток Выши.

## География
Река Ушинка (в верховьях Малая Ушинка) берёт начало в районе села Васильевка Вадинского района. Течёт в южном направлении по открытой местности. Впадает в реку Вышу в 147 км от её устья по правому берегу. Длина реки составляет 33 км, площадь водосборного бассейна — 290 км². Основной приток — река Ижмора.

## Данные водного реестра
По данным государственного водного реестра России относится к Окскому бассейновому округу, водохозяйственный участок реки — Цна от города Тамбов и до устья, речной подбассейн реки — Мокша. Речной бассейн реки — Ока.
Код объекта в государственном водном реестре — 09010200312110000029669.